# Patrick Chabal
Patrick Enri Chabal (Taroudant, Marrocos, 29 de abril de 1951 - Reino Unido, 16 de janeiro de 2014) foi um africanista de origem francesa do final do século XX e início do século XXI.
Chabal foi Professor e Diretor de Pesquisa sobre a África Lusófona (Estudos Africanos Lusófonos) e Chefe do Departamento de Estudos Portugueses e Brasileiros no King's College London. Depois de estudar em Harvard e Columbia, ele obteve seu doutorado em ciências políticas na Universidade de Cambridge em 1980. Desde então, ele foi pesquisador e professor de história na Universidade da Ânglia Oriental antes de ir para o King's College London.
O seu campo de investigação alargou-se da literatura e história das (antigas) colónias africanas portuguesas à África como um todo e à interacção entre os países ocidentais e o Terceiro Mundo.
Chabal publicou vários livros, capítulos de livros e artigos sobre a África. Foi co-fundador e presidente da AEGIS (rede europeia de investigação multidisciplinar que reúne instituições que trabalham em África).

## Obras principais
- (em inglês) Amílcar Cabral. Revolutionary leadership and people's war, Cambridge : Cambridge University Press, 1983
- (em inglês) Political domination in Africa : reflections on the limits of power, Cambridge : Cambridge University Press, 1986. Reimpresso em 2016.
- (em inglês) Power in Africa. An essay in political interpretation, New York : St. Martin's Press, 1992
- Vozes moçambicanas : literatura e nacionalidade, Lisboa : Vega, 1994, 349 p. ISBN 972-699-438-1
- (em inglês)The Post-colonial Literature of Lusophone Africa, Evanston, Illinois : Northwestern University Press, 1996 ISBN 978-0810114234
- (em inglês) com Jean-Pascal Daloz: Africa Works: disorder as political instrument, Oxford : Currey, 1999
- (em francês) L'Afrique est partie! Du désordre comme instrument politique, Paris : Économica, 1999
- (em inglês) A History of postcolonial lusophone Africa, Londres : Hurst and Company, 2002 ; et Indiana University Press, 2002 [9].
- (em inglês) em colaboração com Ulf Engel e Anna-Maria Gentili (EE.): Is violence inevitable in Africa? Theories of conflict and approaches to conflict prevention, Leida : Brill, 2005
- (em inglês) em colaboração com Jean-Pascal Daloz: Culture Troubles: politics and the interpretation of meaning, Londres : Hurst, 2006
- (em inglês) em colaboração com Ulf Engel e Leo de Haan (EE.): African Alternatives, 2007
- (em inglês) em colaboração com Nuno Vidal: Angola, the weight of history, New York : Columbia University Press, 2008
- (em inglês) Africa: the politics of suffering and smiling, Londres : Zed Books, 2009
- (em inglês) The end of conceit: Western rationality after postcolonialism, Londres : Zed Books, 2012
- O contexto político e cultural da poesia de Agostinho Neto, em Pires Laranjeira (Editor), Ana T. Rocha (Editor): A noção de ser : textos escolhidos sobre a poesia de Agostinho Neto, Fundação Dr António Agostinho Neto, Luanda, 2014
- (em inglês) em colaboração com Toby Green (editores): Guinea-Bissau - Micro-State to 'Narco-State', Londres : Hurst, 2016

## Crítica
Chabal foi criticado por Sara Rich Dorman por querer desenvolver uma teoria política abrangente da África, mas às vezes não levava suficientemente em conta as diversidades locais, estava interessado apenas em políticos do sexo masculino e não em mulheres, e não levava em conta suficientemente em suas análises do ambiente internacional e, em particular, da intrusão da China em África.